# Fotoalbum

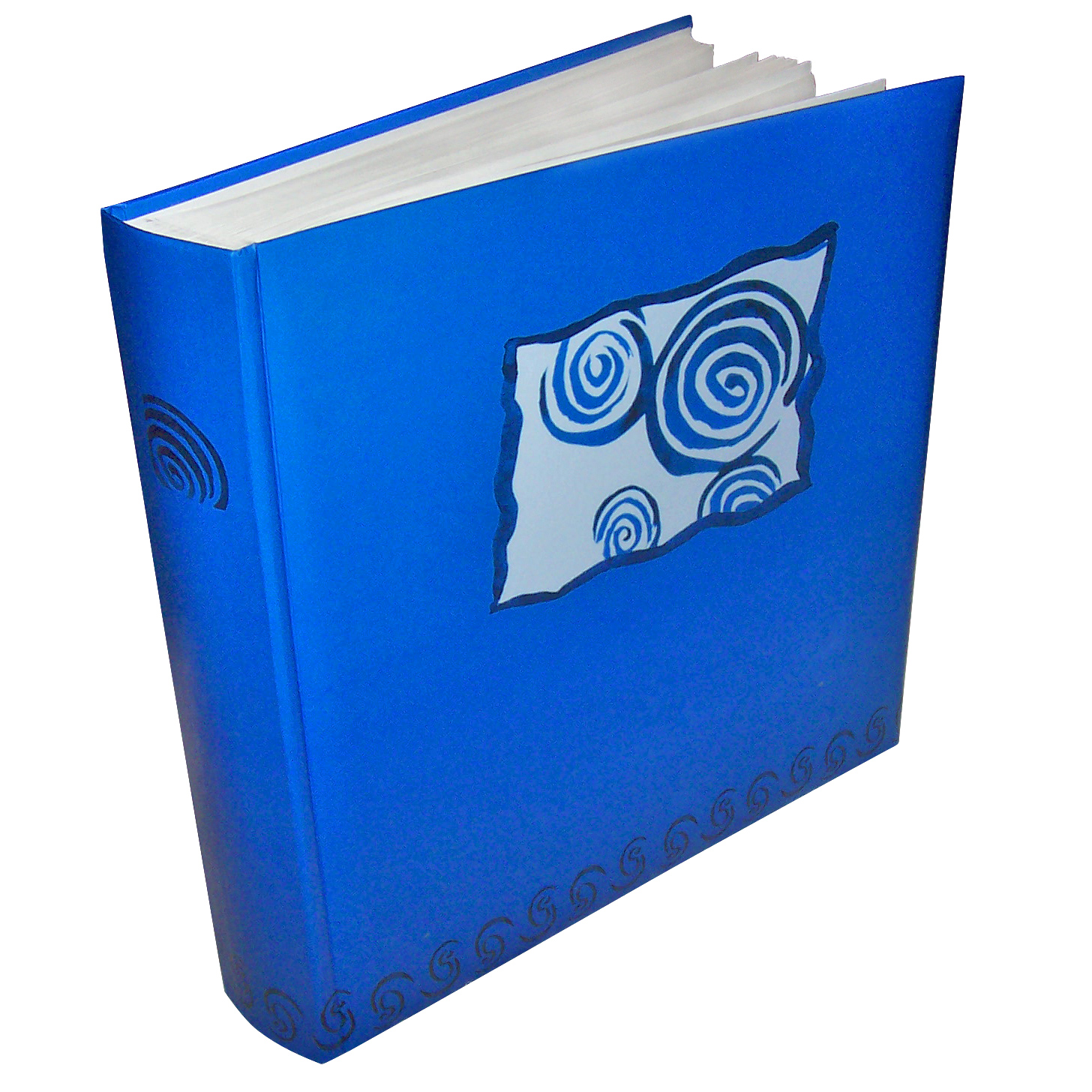
Ett fotoalbum.

Ett fotoalbum eller bara album är en pärm där man samlar fotografier. Med fotoalbum kan en familj dokumentera händelser under årens lopp. Bredvid fotografierna finns utrymme att skriva om vad som finns på korten, till exempel "Skolavslutning för klass 4 B, juni 1987", "Semestern i Italien, juli 1987", "julen host moster Britt i Karlstad, december 1987", eller "Sportlovet i Åre, februari 1988". Många förknippar starkt fotoalbum med kort från semesterresor och högtider som jul och skolavslutning. Att dekorera sina album med mönstrade papper, klistermärken, stämplar eller andra utsmyckningar kallas för scrapbooking. Sedan slutet av 1980-talet har traditionella fotoalbum många gånger fått ge vika för videokameror, och senare för digitalkameror samt kamerautrustade mobiltelefoner.
Det finns även tjänster för att skapa fotoalbum på internet. Dessa elektroniska fotoalbum ger användarna möjlighet att ladda upp foton och dela dem med vänner och familj.

### Fotnoter
1. ↑  Lotta Hedin (1 augusti 2014). ”Så sparar du semesterbilderna för framtiden”. Testfakta. http://www.testfakta.se/guider-och-artiklar/sport-och-fritid/s%C3%A5-sparar-du-semesterbilderna-f%C3%B6r-framtiden. Läst 15 april 2016.